# Gordonia quinoderma
Gordonia quinoderma là một loài thực vật có hoa trong họ Theaceae. Loài này được (Wedd.) ined. mô tả khoa học đầu tiên..